# 路易絲·索菲 (什勒斯維希-霍爾斯坦)
路易絲·索菲（Louise Sophie von Schleswig-Holstein，1866年4月8日—1952年4月28日）是什勒斯維希-霍爾斯坦公爵腓特烈八世的女兒，德皇威廉二世的皇后奧古斯塔·維多利亞的妹妹。她嫁給了普魯士的腓特烈·利奧波德王子，婚禮於1889年在柏林夏洛滕堡宮舉行。

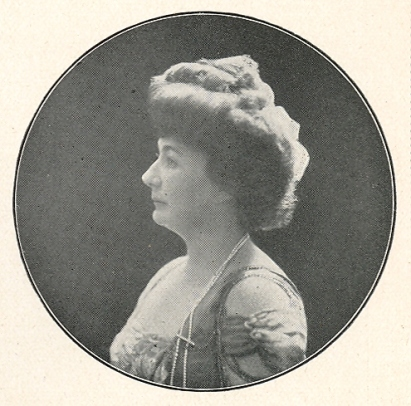
路易絲·索菲

## 子女
- 維多利亞·瑪格麗特（英语：Princess Victoria Margaret of Prussia）（1890—1923）
- 腓特烈·西吉斯蒙德（英语：Prince Friedrich Sigismund of Prussia (1891–1927)）（1891—1927）
- 腓特烈·卡爾（1893—1917）
- 腓特烈·利奧波德（1895—1959）